# Толстов, Владимир Сергеевич
Влади́мир Серге́евич Толсто́в (7 (19) июля 1884 года, Лохвица, Полтавская губерния — 29 апреля 1956 года, Брисбен, Австралия) — русский военачальник. Участник Первой мировой войны и Гражданской войны на стороне Белого движения, последний атаман Уральского казачьего войска, последний командующий Уральской отдельной армии. Генерал-лейтенант (октябрь 1919).

## Биография
Владимир Сергеевич Толстов родился 7 (19) июля 1884 года в городе Лохвица Полтавской губернии в семье генерала от кавалерии Сергея Евлампиевича Толстова и учительницы музыки Марии Павловны Сычуговой. Братья: Алексей (1875—1942) и Павел (1878—1916)
Образование получил в Оренбургском Неплюевском кадетском корпусе. Закончив Николаевское кавалерийское училище в 1905 году, Толстов был выпущен в чине хорунжего во 2-й Уральский казачий полк, стоявший в г.Самарканде, где служил до 1908 года. В 1909 году был переведён в 3-й полк и произведён в сотники, а в октябре 1912 года — в подъесаулы.

### Первая мировая и Гражданская войны
Принимал участие в Первой мировой войне в должности командира 6-го Уральского казачьего полка. 11 декабря 1915 года был награждён орденом Святого Георгия 4-й степени. Весной 1916 года последовательно был произведён в чины есаула и войскового старшины, а 15 марта 1917 года — в полковники.
В январе 1918 года участвовал в восстании астраханского казачества против большевиков в Астрахани, а после возвращения на территорию Уральского казачьего войска в марте 1918 года в Гурьеве Толстов был избран атаманом дружины, а затем командовал Гурьевской группой уральских казачьих войск. 11 марта 1919 года по приговорам уральских казачьих станиц, не занятых красными и оставшихся на фронте войсковых частей, на Войсковом съезде в Гурьеве генерал-майор Владимир Толстов избран Войсковым атаманом Уральского казачьего войска, а 8 апреля 1919 года стал и командующим Уральской отдельной армией. 20 декабря 1919 года сложил с себя обязанности войскового атамана и передал власть Комитету спасения Уральского казачьего войска, оставаясь командующим Отдельной Уральской армией.
С разгромом Уральской армии у Гурьева 5 января 1920 года Толстов вышел с остатками армии и беженцами (всего около 15 000 человек) в поход протяженностью 1200 километров, вдоль восточного берега Каспийского моря в форт Александровский по безлюдной пустыне при ледяных ветрах и морозах до минус 30 градусов (этот поход вполне обоснованно получил названия «Марш смерти» или «Ледяной поход по пустыне»). До форта Александровский в феврале 1920 года дошло всего около 2000 казаков и гражданских лиц, остальные были убиты в стычках с красными, а большинство умерло вследствие обморожения, холода и голода.
4 апреля 1920 года в 23:30 с небольшим отрядом в 214 человек, состоящих из офицеров, казаков и гражданских лиц, Толстов вышел в поход из форта Александровского по направлению на Красноводск, пройдя далее в Персию. Через два месяца тяжелейшего похода, 2 июня 1920 года отряд вышел к г. Рамиану (Персия), когда в отряде было 162 человека. Находясь в Персии, генерал Толстов обратился к командованию британским экспедиционным корпусом в Персии с предложением перейти на британскую службу. Он предлагал создать из уральских казаков самостоятельную часть (200 чел.) для действия в составе британских сил в Персии. Первоначально предложение Толстова заинтересовало британцев, которые планировали использовать офицеров и казаков части Толстова для прикрытия коммуникаций между Персией и Британской Индией. В октябре 1920 г. командование британского экспедиционного корпуса отказалось от идеи использовать русскую часть и начало подготовку к отправке уральских казаков в Месопотамию для дальнейшей репатриации. 11 ноября 1920 года был помещён в лагерь для русских беженцев в городе Басра (Ирак). Во время девятимесячного пребывания в этом лагере Владимир Толстов написал книгу «От красных лап в неизвестную даль», первоначально изданную в Константинополе в 1921 году.
В конце лета 1921 года уральцев отправили во Владивосток по договору Петра Врангеля с англичанами, согласно которому все русские беженцы должны быть доставлены к началу 1922 года в ближайший не занятый красными морской порт России. Уральцы проживали в этот период на острове Русский. Во Владивостоке генерал-лейтенант Толстов занял должность председателя правления Казачьих войск — коллегиального органа, состоявшего из атаманов и их заместителей всех казачьих войск Сибири и Урала.
Совместно с атаманом Уссурийского казачьего войска генерал-майором Ю. А. Савицким, а также с управляющими ведомствами иностранных дел и путей сообщения, владивостокским городским Головой, председателем городской земской управы, главным земским контролером и и. о. начальника канцелярии Правителя, Толстов по своему служебному положению вошёл в Земскую Думу, совещательный орган при Правителе Приамурского земского края Дитерихсе М. К., в который, кроме того, вошли 321 человек по выбору Собора и пять человек по назначению Правителя. Но работа его на этих должностях была недолгой.
С падением осенью 1922 года Владивостока уральские казаки ушли в Китай, откуда осенью 1923 года группа в 60—70 человек во главе с атаманом Толстовым переехала в Австралию.
Умер 29 апреля 1956 года в Брисбене (Австралия).

## Семья
В 1914 году женился на дочери богатого гурьевского казака Мины Болдырева, бывшего одно время Гурьевским станичным атаманом — Елизавете Миновне Болдыревой.
Дети:
- Олег (1915, Гурьев — 2005, Брисбен),
- Милица (1915, (Гурьев) — 02.01.2013, Брисбен)
- Вера (1917, (Гурьев) — 1999),
- Сергей (1921, Басра — 2009 Австралия),
- Ольга (1923—1993, Япония).

Внуки последнего уральского атамана до сих пор проживают в Австралии.

## Награды
- Орден Святого Георгия 4-й степени.
- Орден Святой Анны 4 степени «За храбрость»
- Орден Святого Станислава 3 степени с мечами
- Орден Святой Анны 3 степени с мечами и бантом
- Орден Святого Владимира 4 степени с мечами и бантом
- Орден Святого Георгия 4-й степени (ВП 11.12.1915 — «за атаку 25.06.1915 у дер. Барковизны».
- Орден Святой Анны 2-й степени с мечами
- Крест Святого Архангела (Архистратига) Михаила
- Французский Крест Воинской доблести